# College van het Heilige Kruis
Het College van het Heilige Kruis is/was de naam van een school voor (hoger) voortgezet onderwijs c.q. priesteropleiding en internaat onder andere in de gemeente Uden in Noord-Brabant.

## Geschiedenis
In Uden ontstond eerst een Latijnsche School, later nabij het Klooster der Kruisheren in Uden een internaat en College van het Heilige Kruis om eigen ordeleden op te leiden. Officieel heet deze de Orde van het Heilig Kruis. De afkorting van deze kloosterorde, OSC, staat voor Ordo Sanctae Crucis.

## Kruisheren
Mede verantwoordelijk voor de vorming van jonge mannen en geven van onderwijs in den lande is de Orde der Kruisheren die zo'n 250 jaar het hoger middelbaar onderwijs in Uden mede vorm hebben gegeven.
Kruisheer Walterus Peynenborgh stichtte in 1743 in Uden een Latijnsche School. De Kruisheren startten onder meer in 1886 priestercollege H. Kruis en in 1923 een nieuw College van het Heilige Kruis met een internaat in Uden. 

## College van het Heilige Kruis
Het College van het Heilige Kruis werd onder druk van het gemeentebestuur ook voor leken (dus gewone leerlingen) toegankelijk. Na de invoering in 1968 van de Mammoetwet en met steun van omliggende scholen volgt in 1969 een havo en later een (gewoon) atheneum. Er zijn afdelingen voor gymnasium, atheneum en havo. Tot ca. 1990 werd er nog door echte Kruisheren als docent lesgegeven (o.a. in de vakken Latijn, Grieks, Nederlands, Engels, Biologie, Natuurkunde, Muziek).

## Kruisheren Kollege
In 1975 werd de school gesplitst in het Kruisheren Kollege - dat in 1979 verhuisde in naar een nieuwe locatie op de Schepenhoek in Uden, bijgenaamd 'Rooie School/College' door het geheel in rode steen en hout opgetrokken gebouw in de vorm van een dubbelkruis oftewel tweebalkig kruis -, en het Rivendell College, dat in de oude gebouwen bleef nabij het Kruisherenklooster.

## Samenwerkingsstichting
De Stichting voor Katholiek Voortgezet Onderwijs Uden (S.K.V.O.U.) is in de jaren 1990 een samenwerkingsstichting aangegaan tussen het katholiek en openbaar onderwijs in Uden, uniek vanwege de strenge scheiding tussen bijzonder en openbaar onderwijs zoals die lange tijd in Nederland gold. Die samenwerkingsstichting heeft de bestaande scholengemeenschappen voor havo/vwo en mavo  respectievelijk het Kruisheren Kollege; het Rivendell College en de Aloysius Mavo (→ Comenius College) en Merlet MAVO → MAVO de Maerle; Lager Beroeps Onderwijs (LBO) / Voorbereidend Beroeps Onderwijs (VBO)), LTS St.-Eloy en LHNO's Ter Linde/St.-Anna) in Uden uiteindelijk verenigd in het Udens College op twee locaties voor onderwijs voor vwo, havo en vmbo.

## Udens College
De naam Udens College verwijst dus naar de Orde der Kruisheren en het College van het Heilige Kruis die zo'n 250 jaar het hoger middelbaar onderwijs in Uden mede vorm hebben gegeven.

## Vlaanderen / België
In Maaseik en Denderleeuw richtten de Kruisheren eveneens Heilig Kruiscolleges op, intussen gekend als respectievelijk Mosa-RT en IKSO.